# Hatra
Hatra (arabsky الحضر‎ al-Ḥaḍr) je mezopotámská městská pevnost (citadela). Leží mezi řekami Eufratem a Tigridem v guvernorátu Ninive na severu Iráku. Byla založena v 1. století př. n. l. Tvořila součást parthské říše, jíž sloužila jako náboženské a obchodní středisko. Uprostřed obranných zdí, postavených do tvaru obdélníku, stály chrámy a budovy s klenutými síněmi. Kolem roku 240 n. l. město zničila vojska perských Sásánovců.
Pevnost v roce 2015 demolovali barbaři z teroristické organizace Daeš (tzv. Islámský stát). 26. dubna 2017 byla, i s přilehlým okolím, osvobozena jednotkami ší'itských Lidových mobilizačních sil.